# Movimento Nazionale Popolare
Il Movimento Nazionale Popolare (in francese: Mouvement national populaire; in arabo: الحركة الوطنية الشعبية) è stato un partito politico marocchino di centro-destra fondato da Mahjoubi Aherdane nel 1991, a seguito di una scissione dal Movimento Popolare.
Dal partito si scinderanno a loro volta due componenti: la prima darà luogo, nel 1996, al Movimento Democratico e Sociale; la seconda costituirà, nel 2001, l'Unione Democratica.
Nel 2006, sia il Movimento Nazionale Popolare che l'Unione Democratica tornarono all'interno del Movimento Popolare.

## Risultati
| Elezione          | Voti    | %     | Seggi    |
| ----------------- | ------- | ----- | -------- |
| Parlamentari 1993 | 662 214 | 10,64 | 25 / 333 |
| Parlamentari 1997 | 431 651 | 6,77  | 19 / 325 |
| Parlamentari 2002 | 312 239 | 5,16  | 18 / 325 |

| Controllo di autorità | VIAF (EN) 1907150203815303250009 |